# ارحم دموعي (فلم)
ارحم دموعي فيلم مصري تم إنتاجه عام 1954، من إخراج هنري بركات و بطولة يحيى شاهين و فاتن حمامة.

## فريق العمل

### تمثيل
- يحيى شاهين
- فاتن حمامة
- شريفة ماهر
- رشدي أباظة
- شكري سرحان
- زهرة العلا
- سراج منير
- عبد الوارث عسر

### الفريق الفني
إخراج: هنري بركات

تأليف:
- هنري بركات
- يوسف عيسى

إنتاج:
- رمسيس نجيب
- وحيد فريد

## روابط خارجية
- مقالات تستعمل روابط فنية بلا صلة مع ويكي بيانات